# The Forsaken (film)
The Forsaken, även känd som Vampires of the desert, är en amerikansk vampyrfilm från 2001 i regi av J S Cardone, med Kerr Smith, Brendan Fehr, Izabella Miko och Johnathon Schaech i rollerna.

## Handling
Sean (Kerr Smith) hamnar i en farlig kamp mot tiden, en kamp som kommer att avgöra hans framtid. Han har blivit smittad av ett virus, ett virus som kommer att göra honom till en blodsugande, köttätande vampyr.
När Sean åker tvärs genom USA tar han ett avgörande beslut när han plockar upp Nick (Brendan Fehr), en liftare som har fått upp spåret på ett gäng vampyrer (Johnathon Schaech, Phina Oruche, Simon Rex, Alexis Thorpe). Vid en vägkrog möter de en kvinna (Izabella Miko) som redan har blivit smittad av viruset. De tar hand om henne och Nick förklarar för Sean om vampyrviruset. Sean vill inte höra något om några vampyrer så för att bevisa att de finns ber Nick Sean öppna bagageluckan till vampyrernas bil där vampyren Teddy (Alexis Thorpe) sover. Hon flyger på Sean och tacklar ner honom på marken. Nick kommer till Seans undsättning och slår Teddy i ansiktet med en skyffel så att hon trillar ut i solljuset och exploderar. Nu är jakten igång. De måste döda vampyrledaren Kit (Jonathon Schaech) för att bli av med viruset. Annars kommer Sean, Nick och Megan (Izabella Miko) att förvandlas till blodsugande vampyrer.

## Rollista
| Kerr Smith        | – Sean         |
| Brendan Fehr      | – Nick         |
| Izabella Miko     | – Megan        |
| Johnathon Schaech | – Kit          |
| Phina Oruche      | – Cym          |
| Simon Rex         | – Pen          |
| Carrie Snodgress  | – Ina Hamm     |
| Alexis Thorpe     | – Teddy        |
| F.J. Flynn        | – Hoot         |
| Beth Ann Styne    | – Garage Woman |
| Bert Emmett       | – Desk Clerk   |
| A.J. Buckley      | – Mike         |
| Julia Schultz     | – Blonde       |
| Tony Pierce       | – Mechanic     |
| James Marsh       | – Mitch        |